# Laurie Leshin
Laurie Leshin   est une scientifique américaine et une administratrice d'institutions académiques qui est devenue en 2022 la dixième directrice du Jet Propulsion Laboratory, établissement de l'agence spatiale américaine, la NASA, géré par le California Institute of Technology

## Biographie
Leshin décroche en 1989 une maitrise de chimie Université d'État de l'Arizona et en 1994 un doctorat en géochimie au California Institute of Technology (CALTECH). Après une carrière dans l'enseignement et la recherche à l'Université de Californie puis à l'Université d'État de l'Arizona, elle devient directeur du centre d'études des météorites de cette faculté. En 2004 elle fait partie de la commission chargée par le président Bush d'élaborer le plan d'exploration du système solaire (Vision for Space Exploration). Entre 2005 et 2007 elle est à la tête de la direction des Sciences et de l'Exploration au centre de vol spatial Goddard. De 2008 à 2009 elle est directrice adjointe de la direction pour la science et la technologie dans ce centre. A compter de 20010 elle devient l’administrateur adjoint de la direction des systèmes d'exploration de la NASA. De 2011 à 2014 elle dirige l'école des sciences et a une chaire de sciences de la Terre et de l'environnement de l'Institut polytechnique Rensselaer. En 2014 elle prend la direction de l'Institut polytechnique de Worcester. Elle est nommée en  2022 directrice du Jet Propulsion Laboratory en remplacement de Michael M. Watkins et vice-présidente de CALTECH . 